# Lavoro infantile nell'Inghilterra vittoriana

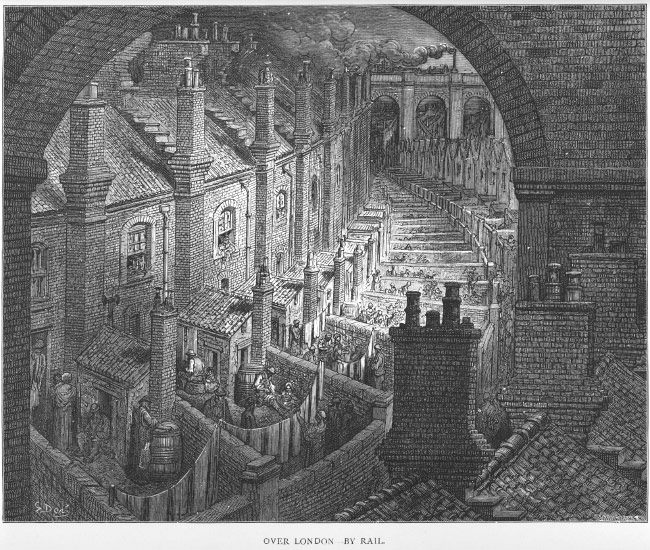
Case popolari dell'Ottocento, tratto da London A Pilgrimage (1872) di Gustave Doré

La Rivoluzione industriale in Inghilterra portò ad un profondo mutamento delle strutture sociali ed economiche del paese, i cui effetti diventarono evidenti durante l'età vittoriana, tra il 1830 e il 1900. 
La rivoluzione agricola, iniziata nel secolo precedente, e il complessivo miglioramento delle condizioni socioeconomiche, furono fattori decisivi che portarono ad un graduale aumento del tasso di natalità. Questo elemento, a sua volta, costituì un fattore importante per l'urbanizzazione e lo sviluppo industriale, poiché si venne a creare un'ampia offerta di manodopera a basso costo.

## Concezione dell'infanzia
L'aumento del tasso di natalità influenzò fortemente lo sviluppo economico ed industriale dell'Inghilterra, tanto da far affermare a John Lawrence Hammon, giornalista inglese e storico, che "durante la prima fase della Rivoluzione industriale l'impiego dei bambini su vasta scala divenne la più importante caratteristica sociale della vita inglese".
Tuttavia bisogna tener presente che, in quell'epoca, il termine "bambino" riassumeva in sé realtà e modi di vita molto diversi tra di loro e talvolta persino contrapposti. Vi erano innanzitutto infatti i bambini delle classi agiate i quali, cresciuti all'interno di un ambiente familiare confortevole, erano accuditi, ricevevano un'educazione religiosa e scolastica, venivano fatti giocare e allenare per sviluppare al meglio il loro fisico. Vi erano poi i bambini abbandonati appena nati i quali, accolti da istituti caritatevoli , venivano spesso messi a bottega per imparare un mestiere e quelli che, privati dei genitori impegnati in guerra o morti (a cavallo tra Settecento e Ottocento l'Inghilterra si trova infatti impegnata in diversi conflitti quali le Guerre napoleoniche, la guerra contro l'Irlanda per la creazione del Regno Unito di Gran Bretagna e Irlanda e la Rivoluzione americana) erano impiegati come forza lavoro e dovevano aiutare a sostenere economicamente la famiglia, composta in questi casi spesso solo dalla madre e dai fratelli. Infine c'erano poi i bambini delle classi sociali più povere che, nonostante appartenessero a un nucleo familiare completo, venivano spinti (talvolta anche venduti) dai genitori a lavorare per poter così portare un salario, anche se misero, a casa.

### Condizioni dei bambini nelle classi povere

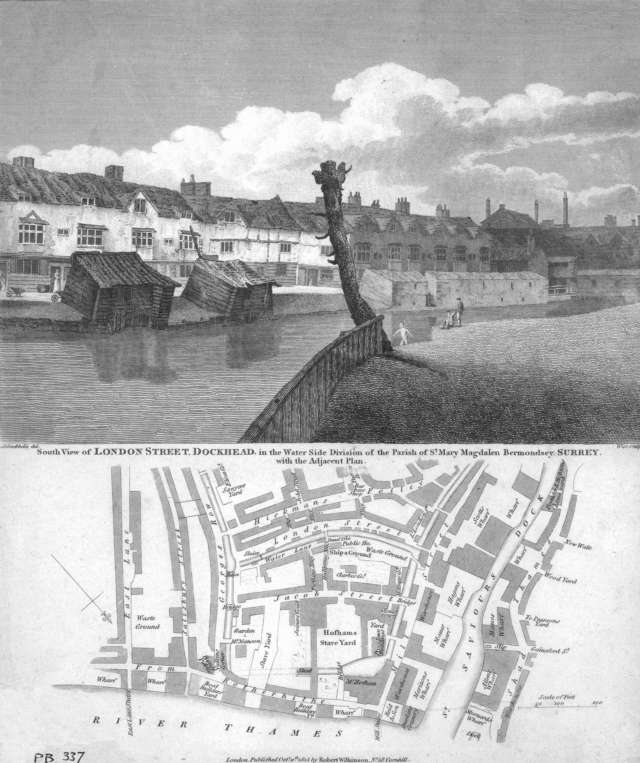
Un disegno e una mappa di Jacobs island, un noto quartiere povero della Londra vittoriana

I bambini delle classi popolari si trovavano a vivere in ambienti per lo più angusti. Nelle abitazioni degli artigiani più modesti avveniva infatti una sovrapposizione di spazi professionali e spazi domestici, dal momento che il luogo di lavoro non era separato dalla residenza. Anche gli alloggi degli operai erano minuscoli e sovrappopolati, talvolta persino privi di mobilio. I bambini spesso erano costretti a condividere il letto con i loro fratelli e, senza girelli o carrozzine (considerati beni di lusso) a disposizione, sviluppavano la loro motricità esercitandosi su attrezzi e oggetti della vita adulta. Il bambino delle classi popolari si approcciava dunque agli oggetti e ai costumi del mondo adulto più rapidamente rispetto che i bambini delle classi agiate e viveva un'infanzia più breve anche dal punto di vista della dimensione materiale. Per quanto riguarda i giocattoli, il bambino proletario solitamente non ne aveva, o eventualmente se li realizzava da sé, ricreando oggetti simili al mondo reale o naturale. Solo più raramente li ereditava, quando erano ormai malconci e rovinati, dai bambini benestanti. Non erano disponibili i mezzi per comprare oggetti ludici ma soprattutto il bambino povero non aveva a disposizione i tempi e gli spazi necessari per i giochi. Impegnato precocemente a lavorare il bambino si muoveva infatti in luoghi e secondo tempi di produzione. L'unico spazio per i giochi, quando erano possibili, diventava allora la strada. Era in strada che i bambini poveri si ritrovavano per giocare, si organizzavano in allegre bande, facevano scherzi ai passanti e ai commercianti. I vestiti dei bambini poveri erano spesso consunti e realizzati con tessuti grossolani, come tela, panno e, solo raramente, cotone. La scolarizzazione dei più poveri venne portata avanti invece grazie all'opera della polizia e delle scuole caritatevoli. Si riteneva infatti che l'ignoranza provocasse l'ozio e il libertinaggio che a loro volta andavano a minare le basi dell'ordine sociale. A partire dal 1833 vennero promulgate leggi sull'educazione minorile obbligatoria (Education Acts). Tra gli Education Acts particolarmente importante fu quello del 1870 che rese obbligatoria l'istruzione primaria. I bambini iniziarono allora ad essere inseriti nelle scuole dove imparavano a leggere, scrivere e far conto, e apprendevano i principi religiosi basilari; nelle scuole femminili venivano invece parallelamente avviati laboratori di cucito che preparavano al lavoro salariato. Le scuole, in cui gli orari di studio venivano organizzati in modo tale che al bambino fosse lasciato il tempo per il lavoro, erano dunque concepite, al pari delle workhouses (case di lavoro) come un vivaio dal quale attingere manodopera qualificata, come una sorta di ufficio reclutamento. Infine, un altro elemento importante riguardante l'infanzia dei bambini poveri, era l'alto tasso di mortalità infantile. Le principali cause della mortalità infantile erano, tra il XVIII e XIX secolo, le malattie infettive acute, come il morbillo o la scarlattina, malattie legate al sistema respiratorio (bronchite, tubercolosi, etc.), le carenti condizioni igienico-sanitarie della prima infanzia, l'alimentazione e il ricorso a forme errate di divezzamento dei lattanti.

## Descrizione e caratteristiche

### Lavoro operaio e di fabbrica

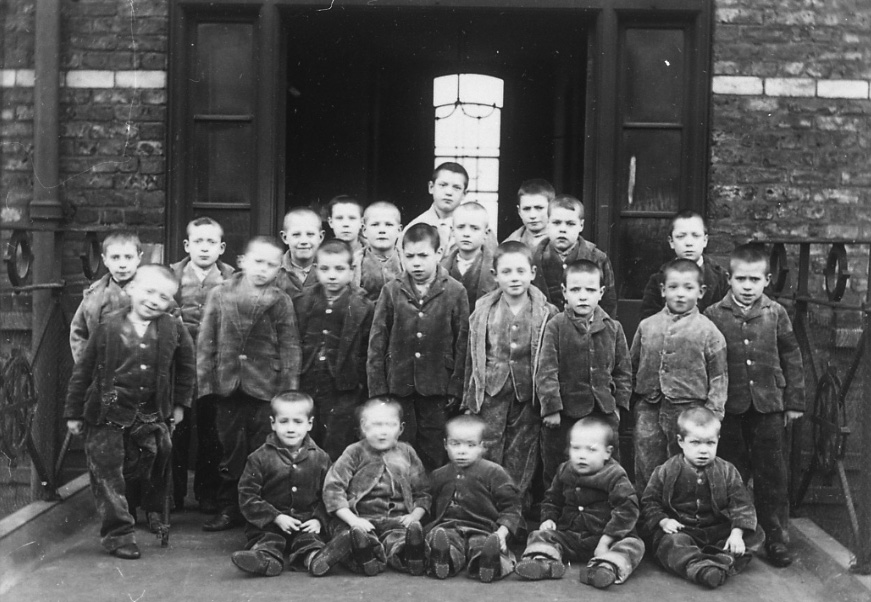
Bambini della casa di lavoro di Crumpsall (1895 c.a.)

Tra i settori in cui la manodopera minorile venne maggiormente utilizzata vi fu certamente quello industriale e, in particolar modo, quello dell'industria tessile. Le prime filande meccanizzate, sorte in Inghilterra negli anni Settanta del Ottocento, costituirono infatti i principali centri di assunzione non qualificata, ovvero i bambini e le donne. In questo ambiente i bambini e le bambine erano impiegati nella battitura e nella mondatura del cotone, nel controllo delle funi o dei telai, nell'azionamento delle macchine quando mancava l'energia meccanica. Subito dopo quello tessile i settori in cui venne maggiormente utilizzata la manodopera minorile furono: quello delle vetrerie, i tabacchifici, le fabbriche di aghi e di spilli. 
I bambini-operai venivano assunti già a un'età di otto-nove anni ed erano costretti a lavorare in condizioni disagiate sia a livello igienico, sia a livello più strettamente lavorativo, dal momento che lavoravano anche dodici ore al giorno, talvolta anche di notte e quasi sempre durante i giorni festivi. Assunti dagli imprenditori perché in grado, con le loro mani più piccole, di svolgere compiti difficoltosi per gli adulti o semplicemente perché meno costosi, i bambini-operai vivevano di fatto un'infanzia molto breve, costretti ad abbandonare giochi e passatempi da bambini sin da giovanissimi e forzati dai genitori ad entrare nell'età adulta prima del tempo.
Va poi ricordato anche un altro luogo nel quale i bambini poveri erano sfruttati e costretti a fabbricare utensili di vario tipo: le workhouses (case di lavoro), nelle quali risiedevano tutti i poveri che non potevano provvedere al loro sostentamento. Le workhouses inglesi infatti a partire dal XVI secolo irreggimentano il lavoro manuale dei bambini poveri o abbandonati. Al fine di moralizzarli attraverso il lavoro venivano assegnati ai bambini lavori di cucito, merletto, di ricamo, come fabbricare giocattoli, spazzole, scope e bottoni. Si creava così una forza lavoro disciplinata, irregimentata ulteriormente dagli sforzi di sociologi e scrittori inglesi come Mayhew, Booth, i quali miravano a razionalizzare e disciplinare i giovani delle classi lavoratrici. Questa forza lavoro veniva poi impiegata dai commercianti e dai fabbricanti nelle proprie fabbriche e aziende.

### Lavoro nelle miniere
(Testimonianza di una bambina lavoratrice nelle miniere.)

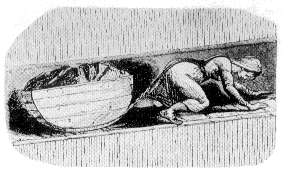
Giovane donna che trascina un carrello pieno di carbone

I bambini che lavoravano nelle miniere iniziavano solitamente a otto anni, talvolta anche a cinque. Lavoravano in media dodici ore al giorno e potevano svolgere vari compiti. Ai più piccoli, solitamente, veniva affidato il compito di aprire e chiudere la porta di legno che permetteva all'aria fresca di entrare all'interno della miniera. I più grandi invece riempivano e portavano fuori spingendoli i carrelli contenenti il carbone oppure estraevano, mediante l'utilizzo di piccozze, il carbone dalla miniera. Questi ultimi erano gli unici autorizzati ad avere con sé, durante il lavoro, una lampada o una candela. 
Lavorare in una miniera era ovviamente un lavoro molto pericoloso, a causa dei possibili crolli dei tetti delle miniere o esplosioni generate da gas sotterranei. Anche quando questi incidenti non si verificavano però la salute dei bambini era costantemente minata dal lavoro pesante, dall'umidità, le correnti d'aria e l'assunzione, mediante le vie respiratorie, della polvere di carbone.
Uno degli incidenti più gravi si verificò nel 1838 ad Huskar Colliery, in Silkstone. In seguito ad un violento temporale infatti il torrente che si trovava vicino alla miniera straripò, inondando il pozzo di ventilazione. In questo incidente morirono ventisei bambini, undici ragazze di età compresa tra gli 8 e i 16 e quindici ragazzi tra i 9 e i 12 anni di età. In seguito a questo tragico incidente la regina Vittoria istituì una Commissione Reale il cui compito era quello di indagare sulle condizioni lavorative dei bambini e delle donne impiegati nelle miniere.

### Spazzacamini

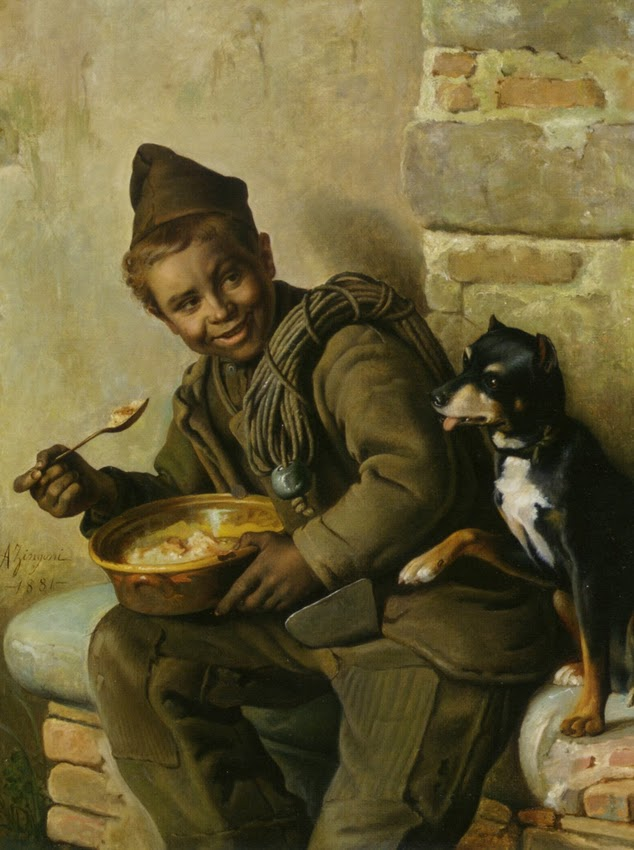
Lo spazzacamino, Aurelio Zingoni, 1881

La diffusione del lavoro di spazzacamino tra i bambini più piccoli (l'età media era di 6-7 anni sebbene i più piccoli iniziassero a lavorare già all'età di quattro anni), fu dovuta al fatto che, a causa della conformazione dei camini, la pulizia di questi ultimi non era agevole per i lavoratori adulti; spesso quindi si ricorreva ai bambini per la loro manutenzione. I bambini venivano assunti mediante un accordo verbale con i genitori e, durante il periodo lavorativo, erano costretti a mendicare un giaciglio per la notte e il cibo per sfamarsi (spesso consistente in un unico tozzo di pane). 
La figura del piccolo spazzacamino dalla faccia annerita dal fumo, con la lanterna e la valigetta tra le mani divenne così sempre più diffusa fino ad arrivare a essere considerata una vera e propria figura pittoresca del paesaggio urbano. 
Il primo a sollecitare il Parlamento britannico affinché venisse promulgata una legge che limitasse a otto anni l'età minima di assunzione fu il filantropo James Hanway, nel 1778. Tale richiesta però rimase inascoltata come rivela l'inchiesta parlamentare del 1817-18. A partire dal 1788 vennero in seguito promulgati dal Parlamento diverse leggi sul lavoro degli spazzacamini (Chimney Sweepers Acts). Con il Chimney Sweepers Regulation Act del 1864 venne fissato il limite di età minima necessaria per svolgere tale lavoro a dodici anni. 
Fu necessaria però la morte per soffocamento del piccolo spazzacamino di dodici anni George Brewster, nel 1875, affinché il Parlamento imponesse espressamente il controllo da parte della polizia sui padroni degli spazzacamini-bambini. 
D'altra parte è necessario evidenziare come quello del piccolo Brewster non fosse un caso isolato; era infatti frequente che i bambini, lavorando all'interno degli ambienti angusti e sporchi dei camini, si ammalassero e talvolta morissero. Frequenti erano infatti sfregamenti, bruciature e dolori alle ginocchia e alle caviglie, piaghe, asma, infiammazione al torace e persino il cancro.

### Apprendistato

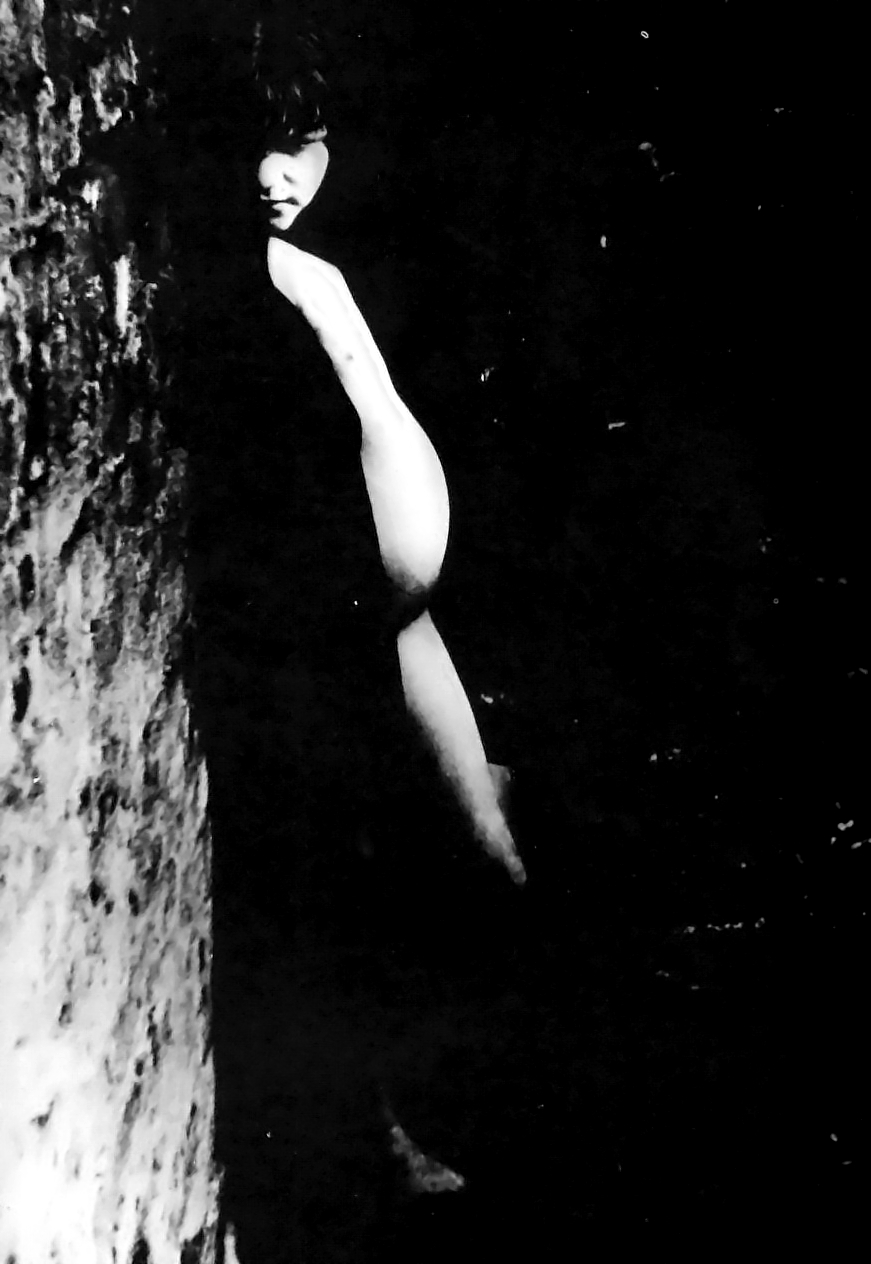
Fotografia raffigurante una prostituta bambina di 10-11 anni incinta di quattro mesi (1871)

Altre volte i bambini venivano indirizzati verso l'apprendistato. L'apprendistato era una modalità di formazione popolare ai mestieri manuali meno redditizi; in questo modo l'accesso ai mestieri di valore (come ad esempio quello del fabbro-ferraio, del sarto o del pasticcere) era limitato a una minoranza. Per la maggior parte dei mestieri dell'artigianato l'avvio di un rapporto di apprendistato era regolato da un contratto scritto che ne precisava la durata, il costo, le condizioni di sistemazione e di formazione professionale. Il contratto era però spesso iniquo e sottolineava la completa dipendenza dell'apprendista nei confronti del padrone. Un tipo particolare di apprendistato era quello del mozzo, uno dei più difficili esistenti all'epoca. Questo particolare apprendistato aveva infatti una durata di tre anni ed esponeva il ragazzo ai pericoli del mare, alle malattie, ai geloni. Tuttavia se, alla fine di questi tre anni, il ragazzo riusciva a ritornare sano e salvo otteneva non soltanto una gratifica economica ma anche la stima degli adulti.

## I lavori delle bambine
Le bambine svolgevano, principalmente, gli stessi lavori dei loro compagni maschi: venivano infatti assunte nelle miniere, nelle fabbriche (soprattutto in quelle del settore tessile), lavoravano come spazzacamini. Vi erano tuttavia lavori che venivano principalmente svolti dalle ragazze; tra questi quello di nutrice (lavoro che consisteva nell'allattare e curare i bambini altrui appena nati) o di filatrice. Il mestiere di filatrici veniva appreso dalle bambine a partire anche dai sei anni; vi erano, finalizzate all'apprendimento di tale mestiere, vere e proprie scuole di filatura o di merletto in cui le educatrici potevano punire con la frusta e l'isolamento le alunne disubbidienti e ribelli mentre talvolta ricompensavano con piccole gratifiche monetarie quelle che svolgevano bene i loro compiti. Nell'industrializzata Inghilterra vittoriana tuttavia talvolta le ragazzine più povere erano costrette, per guadagnare qualcosa, anche a prostituirsi. Questa tendenza era così comune che, a partire dal 1840 la prostituzione divenne nota come "Il Grande Male Sociale". Nel 1857 il numero delle prostitute presenti a Londra si stimò essere pari a in 8.600 e di queste la maggior parte aveva tra i 15 e i 22 anni.

## Influenza nella letteratura
Al di là del panorama di lavori svolti dai bambini finora descritti, bisogna ricordare cinque figure emblematiche dell'infanzia nella strada. La prima di queste figure era rappresentata dal bambino-mendicante; questi chiedeva l'elemosina non occasionalmente ma come se fosse un mestiere vero e proprio, sia d'estate che d'inverno. Vi erano poi i bambini ceduti da famiglie troppo povere per mantenerli e spostati da una regione all'altra, costretti a mendicare, fare i servetti o saltimbanchi, altri bambini venivano deportati in colonie dell'Impero per popolarle e lì affidati a famiglie di coloni. C'erano poi i piccoli delinquenti, quelli costretti a rubare o a prostituirsi per sopravvivere e infine quelli che, vivendo costantemente nella strada, morivano travolti da mezzi meccanici mal condotti, animali sgovernati, o talvolta, a causa della violenza umana.
Tutte queste figure di bambini di strada sono talmente emblematiche che, tra XVIII e XIX secolo, divennero esse stesse le protagoniste di romanzi, opere letterarie e teatrali realizzate da autori di tutta l'Europa. Tra le numerose opere letterarie che descrissero la condizione dei bambini di strada si ricordano, in particolar modo: Senza famiglia di Hector Malot,  I Miserabili di Victor Hugo, David Copperfield di Charles Dickens, la Piccola fiammiferaia della fiaba di Hans Christian Andersen, Cuore di Edmondo De Amicis. Anche però le opere teatrali contribuirono a focalizzare l'attenzione della collettività sulle condizioni di vita dei bambini lavoratori e sulle ingiustizie che quotidianamente vivevano. A partire dal 1830 si iniziarono a mettere in scena opere che trattavano di tale tematica e che, forse a causa della loro eccessiva attualità, talvolta non venivano apprezzate dal pubblico (soprattutto da quello benestante). Altre volte invece gli spettacoli che denunciavano le difficoltose condizioni dei bambini lavoratori trovavano l'appoggio della critica; a seguito della messa in scena del dramma The Factory Girl (La ragazza operaia) il giornale Figaro in London scrisse:
(Figaro in London, 13 ottobre 1832, p. 180)
Oltre al già citato The Factory Girl di D.Jerrold, altre opere teatrali del periodo che assunsero la figura del bambino lavoratore come protagonista furono: The Factory Boy(Il ragazzo operaio) di J.T.Haines, The Dumb Boy of Manchester (Il ragazzo muto di Manchester) di B.F.Rayner, The Climbing Boy (Lo spazzacamino) di R.B.Peake e The Cabin Boy(Il mozzo) di E.Stirling.

## Legislazione
(Estratto del verbale degli ispettori delle industrie, documenti parlamentari inglesi, 1836.)
Tra le leggi promulgate tra il XVIII e il XIX secolo dal Parlamento britannico e che riguardano la tutela del lavoro infantile ricordiamo:
- 1788 Chimney Sweepers Act: fu la prima legge sulla tutela dei bambini che lavoravano come spazzacamini. In essa si affermava che l'età minima doveva essere di almeno otto anni e che non si potevano avere più di sei apprendisti.
- 1802 Healt and Morals of Apprentices Act: vennero fissate le principali norme igieniche a cui i proprietari delle fabbriche dovevano attenersi e a dodici le ore massime giornaliere di lavoro; ai proprietari era inoltre affidato l'onere di provvedere all'educazione dei bambini lavoratori e che questi disponessero di un vestiario adeguato per il lavoro.
- 1819 Cotton Mills and Factories Act: impediva l'assunzione di bambini sotto i nove anni e poneva la durata della giornata lavorativa per i ragazzi dai nove ai sedici anni a dodici ore.
- 1833 Factory Act: limitava a nove ore la giornata lavorativa dei bambini dai nove ai tredici anni e a dodici ore quella dei ragazzi dai tredici ai diciotto. Proibiva inoltre fino a quell'età il lavoro notturno e prevedeva due ore di scuola obbligatorie fino a tredici anni. Prevedeva l'ispezione occasionale delle fabbriche da parte di ispettori esterni.
- 1834 Chimney Sweepers Act: impediva l'assunzione dei ragazzi sotto i quattordici anni; i ragazzi dovevano dichiararsi consenzienti nello svolgere quel lavoro davanti al magistrato; non si potevano avere più di sei apprendisti e non si potevano "prestare" gli apprendisti ad altri padroni. Gli apprendisti non erano inoltre autorizzati a salire lungo le canne fumarie per spegnere incendi.
- 1844 Factory Act: la domenica la giornata lavorativa per i ragazzi dai nove ai sedici anni doveva avere una durata di non più di nove ore; le ore di scuola obbligatorie fino ai tredici anni vennero innalzate a tre. I proprietari delle fabbriche dovevano inoltre pulire i propri stabilimenti ogni quattordici mesi utilizzando la calce viva e le morti accidentali avvenute sul luogo di lavoro sarebbero state indagate da un ispettore.
- 1856 Factory Act: con tale legge si stabilì che i bambini e le donne potevano lavorare dalle 6 del mattino fino alle ore 18 di sera in inverno e dalle 7 fino alle 19 in estate. La giornata lavorativa doveva inoltre finire alle ore 14 del Sabato.
- 1864 Chimney Sweepers Regulation Act: l'età minima per effettuare il lavoro di spazzacamino venne posta a ventun anni. Alla polizia venne affidato il compito di controllare che i padroni rispettassero tale legge.
- 1867 Agricultural Gangs Act: si vietò l'assunzione dei bambini di età inferiore agli otto anni nelle squadre di braccianti agricoli giornalieri.
- 1867 Workshop Act: l'età minima di assunzione venne posta a otto anni; i minori di quattordici anni non potevano lavorare più di sei ore e mezzo e i ragazzi tra i quattordici e i sedici non più di dodici ore. I ragazzi non potevano inoltre lavorare di notte né nei giorni festivi e gli si doveva dare la possibilità di completare l'istruzione elementare.
- 1901: l'Inghilterra si allinea con quanto affermato durante la Conferenza internazionale di Berlino sulla regolamentazione del lavoro. In tale conferenza si raccomandava ai Paesi europei di fissare a dodici anni l'età legale per l'ammissione nell'ambito lavorativo del bambino e a sei ore la sua giornata lavorativa, di proibire il lavoro notturno prima dei sedici anni e di vigilare sulla salute e sulla sicurezza dei giovani lavoratori.[4]

## Verso la scomparsa del lavoro infantile
(Alfred Marshall)
L'emanazione dei Factory Acts fu senz'altro uno degli elementi che contribuì alla progressiva scomparsa dell'utilizzo della manodopera minorile nelle fabbriche, sebbene, come riportato dalle testimonianze degli ispettori incaricati di supervisionare le fabbriche, numerosi imprenditori continuavano a infrangere la legge facendo lavorare i minori oltre i limiti consentiti. Tuttavia le clausole d'istruzione (come quella inserita nel Factory Act del 1883) svolsero l'implicito ruolo di tassa sull'impiego dei bambini dal momento che gli imprenditori dovevano provvedere a far avere ai bambini almeno un'istruzione elementare. Tale tassa era inoltre più alta nelle campagne e più bassa nelle città a causa della presenza, in quest'ultima, di maggiori servizi educativi e di supervisione. L'effetto di questa tassa fu dunque quella di ridurre l'assunzione dei bambini al di sotto dei tredici anni. Secondo le statistiche compilate dagli ispettori delle fabbriche il numero di bambini impiegati nel settore tessile scese, tra il 1835 e il 1838, da 56.000 a 33.000. Oltre i Factory Acts vi furono però anche altri due importanti elementi che favorirono la lenta scomparsa della tendenza ad assumere i minori nelle fabbriche; questi due elementi sono: le trasformazioni tecnologiche e l'incremento del reddito.
Anzitutto, le trasformazioni tecnologiche. Solitamente si pensa che le trasformazioni tecnologiche abbiano portato all'aumento dell'impiego di bambini nell'ambito lavorativo a causa del decremento della necessità di forza e di abilità necessaria a svolgere i lavori, ormai perlopiù meccanizzati. Questa interpretazione assume dunque che i bambini al di sotto dei quattordici anni di età venissero assunti come sostituti dei lavoratori adulti. Ciò tuttavia non era vero in quanto solitamente i bambini svolgevano solo compiti secondari, come aiutanti dei lavoratori adulti. Di conseguenza una migliore organizzazione della fabbrica, resa possibile dalle nuove trasformazioni tecnologiche, richiese meno lavoratori secondari e la domanda del lavoro minorile diminuì. Il sempre più diffuso benessere economico portò invece all'incremento del reddito. Con l'incremento del reddito familiare diminuì il lavoro minorile; le famiglie infatti, disponendo di più denaro, non erano più costrette a mandare i bambini a lavorare per provvedere al sostentamento dei propri parenti. L'allontanamento dei bambini dalle fabbriche ebbe però due importanti risvolti: anzitutto non bisogna pensare che, non più impiegati nelle industrie, i bambini potessero dedicarsi alla scuola e ai giochi a tempo pieno; se non lavoravano altrove venivano infatti impiegati dai genitori nei lavori di casa, talvolta più pesanti persino di quelli nelle fabbriche. Inoltre, il decremento dell'impiego dei bambini portò all'aumento di assunzioni di una figura fino a quel momento poco presente all'interno dell'ambito industriale: la donna.

## La tutela del lavoro infantile nel resto d'Europa

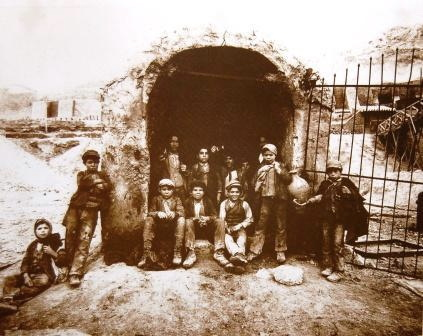
Sicilia, Carusi all'imbocco di un pozzo della zolfara, 1899. Foto di E. Interguglielmi

Il problema del lavoro infantile non era proprio esclusivamente dell'Inghilterra ma caratterizzava tutti gli Stati europei.
E, come l'Inghilterra, anche il resto d'Europa, tra il XVIII e il XIX, tentò di risolvere tale problema attraverso l'emanazione di leggi ad hoc. Nel 1839 in Prussia e in Germania venne infatti promulgata una legge che impediva il lavoro nelle fabbriche e nelle miniere ai bambini al di sotto dei nove anni e precludeva l'accesso a tali lavori ai ragazzi al di sotto dei sedici anni se non alfabetizzati (già a partire dal 1828 il ministro prussiano aveva incoraggiato la creazione di scuole all'interno della fabbriche). In Francia la legge del 1841 proibiva il lavoro nelle fabbriche per i bambini al di sotto degli otto anni e lo consentiva soltanto dai dodici anni purché il ragazzo frequentasse una scuola; era inoltre vietato il lavoro notturno e nei festivi. Sempre in Francia nel 1851 venne promulgata una legge sulla tutela del lavoro di apprendistato mentre nel 1874 venne elevato a dodici anni il limite minimo d'età per i piccoli operai nelle fabbriche, nelle miniere e nei laboratori e venne creata una Commissione superiore di nove membri per vigilare sull'applicazione di tale legge. L'Italia fu l'ultima a emanare una legislazione in tal senso dal momento che solo nel 1886 venne proibito per legge il lavoro dei bambini al di sotto dei nove anni nelle fabbriche e nelle miniere sebbene, già nel 1876, l'indagine di Sidney Sonnino sui contadini siciliani avesse rivelato l'impiego massiccio dei carusi, bambini al di sotto degli otto anni, nelle zolfare. Alla fine del XIX secolo in Europa occidentale il problema del lavoro minorile venne comunque sostanzialmente risolto mentre rimase, e rimane tuttora, vivo e grave in altri Paesi extra-europei come l'America e l'Africa.